# Henri d’Artois
Henri-Charles-Ferdinand-Marie-Dieudonné d’Artois (ur. 29 września 1820, Tuilerie w Paryżu, zm. 24 sierpnia 1883, zamek Frohsdorf, Dolna Austria) – książę Bordeaux, nieproklamowany król Francji (król z prawa) w dniach 2-9 sierpnia 1830 roku jako Henryk V, a następnie legitymistyczny pretendent do tronu francuskiego. Wnuk króla Karola X, syn Karola Ferdynanda d’Artois. Po proklamowaniu monarchii lipcowej wyjechał z kraju, używając tytułów "Henryk V" i "hrabia de Chambord".
Pojęcie „króla z prawa” wywodzi się z tego, że zdaniem legitymistów korona Francji jest niedysponowalna – dlatego następca tronu staje się królem automatycznie, natychmiast po śmierci swojego poprzednika. Król / następca tronu Francji nie może abdykować lub odmówić przyjęcia korony. Wszelkie czynności i uroczystości urzędowe lub religijne (np. namaszczenie i koronacja w katedrze w Reims) są tylko potwierdzeniem wcześniej zaistniałego faktu.

## Rodzina
Był pogrobowcem, jego ojciec Karol, książę de Berry został zamordowany siedem miesięcy przed urodzeniem Henryka. Jego matką była księżniczka sycylijska Karolina Ferdynanda.
W listopadzie 1846 poślubił Marię Teresę d’Austria-Este (1817–1886), arcyksiężniczkę Austrii, córkę Franciszka IV, księcia Modeny, i księżniczki Marii Beatrycze Sabaudzkiej, córki króla Wiktora Emanuela I. Para nie miała potomstwa.

## Życiorys
W wyniku rewolucji lipcowej w 1830, Karol X i jego syn, Ludwik XIX, abdykowali na rzecz młodego Henryka. De facto nie objął on jednak tronu, który dzięki wpływom Thiersa został przejęty przez liberalnego Ludwika Filipa z linii orleańskiej Burbonów. Chambord był jednak uważany przez część monarchistów za prawowitego króla Francji.

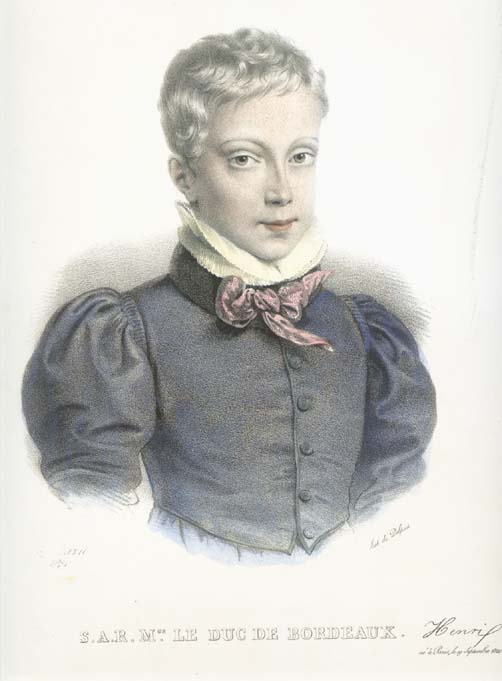
Młody Henryk d’Artois

Tron francuski był mu proponowany w 1873, po upadku II Cesarstwa. Prezydent Patrice de Mac-Mahon, z przekonania legitymista, przygotował już obwołanie Chamborda królem poprzez proklamację Senatu natychmiast po planowanym przyjeździe do Paryża, ale Henryk V, który się uważał za króla „z Bożej łaski”, nie zgodził się na panowanie pod rewolucyjną trójkolorową flagą, żądając powrotu do białego sztandaru z liliami i nie zgadzając się nawet na kompromis – herb z liliami nałożony na tricolore. W wyniku jego oporu utrzymała się Trzecia Republika.
Bezdzietny, na gruncie rodzinnym przed śmiercią pogodził się z książętami z linii orleańskiej (Filipem, hrabią Paryża), która wbrew prawu dynastycznemu przejęła roszczenia do tronu. Sam Henryk V za swojego następcę uważał – zgodnie z prawami fundamentalnymi Królestwa Francji – późniejszego Jana, hrabia de Montizón, z linii hiszpańskiej Burbonów (męża siostry żony Henryka). Zmarł w wieku 62 lat i został pochowany w klasztorze franciszkanów Castagnavizza (obecnie Nova Gorica, Słowenia).
Wkrótce nastąpił rozłam w szeregach legitymistów, których część przyłączyła się do orleańczyków, a pozostali (tzw. Biali hiszpańscy) za legalnego pretendenta (króla z prawa) uznali najstarszego z Burbonów hiszpańskich z linii karlistowskiej Jana. Rozłam istnieje do dziś – obecnym pretendentem legitymistycznym jest Louis Alphonse de Bourbon jako Ludwik XX (ur. 1974), prawnuk drugiego syna króla Hiszpanii Alfonsa XIII. Orleańskim pretendentem do 2019 roku był Henri d’Orléans jako Henryk VII (ur. 1933, zm. 2019), w piątym pokoleniu potomek króla Francuzów Ludwika Filipa I.